# 石井信忠 (四郎左衛門)
石井 信忠（いしい のぶただ）は、戦国時代から安土桃山時代にかけての武将。肥前国の戦国大名龍造寺氏の重臣。
通称は四郎左衛門。佐嘉郡飯盛城主で、龍造寺隆信の御馬廻衆をつとめた石井刑部少輔常忠の次男。母は石井石見守忠次の娘。
同じ諱の石井安芸守信忠は母方のおじ。佐賀藩祖鍋島直茂・陽泰院夫妻の甥で、初代藩主勝茂の従兄にあたる。

## 来歴
父石井刑部少輔常忠は、龍造寺隆信の御馬廻衆の勇将として知られ、「無双の荒武者」四将の一人に数えられている。
長じて、隆信より偏諱を授けられて、「信忠」と名乗る。隆信の隠居後の側衆である「須古御側衆」に名を連ねていることから、隆信の側近として文武にわたり活躍したものと推察される。
信忠も、父譲りで武勇の誉れ高く、かつ慈悲心にも富み、聡明な人物であったと伝わる。
天正11年（1583年）、隆信が筑後国柳川城主で、娘婿でもあった蒲池鎮漣を謀殺したとき、義理の叔父鍋島直茂とともに、信忠も一隊を率いて蒲池一行を襲撃した。このとき、鎮漣を護衛する側近大木忠五郎と一騎討ちとなり、忠五郎の放った短刀が大腿部に命中した。信忠は忠五郎を討ち取ったものの、重傷を負い、片足が不自由になった。
翌年の沖田畷の戦いでは、信忠は隆信の有馬攻めに懸念を感じており、厳しい戦いになることを予測した。昨年の蒲池鎮漣謀殺の頃から、龍造寺氏の家運に衰亡の兆しを覚え、加えて、みずからも片足が不自由であったため、自身の最期を予感する。信忠は、出陣に先立ち、叔父鍋島直茂・叔母陽泰院夫妻を訪ねて、みずから亡き後の遺児たちの養育を夫妻に託したという。
沖田畷の戦いでは、旗本隊の将として、本陣近くで隆信の警護についていたが、島津軍の猛攻により本陣が壊滅。主君隆信と共に戦死した。享年30。
家督は、鍋島直茂・陽泰院夫妻の取り成しにより、長女の婿である石井右京亮茂明（石井左衛門尉忠俊の嫡男兵部少輔忠正の次男）が継いだ。子孫は家禄260石を食んで、11代目の権弥忠模のとき明治維新を迎えた。次女は執行種兼の嫡孫種吉に嫁いだ。

## 系譜
①石井信忠（四郎左衛門）＝②茂明（石井忠正次男、右京亮）－③資長（四郎左衛門）－④忠尭（九左衛門）－⑤忠恒（杢左衛門）＝⑥忠真（中野氏、九左衛門）－⑦忠豊（九左衛門）－⑧忠昆（杢之允）－⑨忠益（九左衛門）＝⑩忠侃（忠益実弟、四郎左衛門）－⑪忠模（権弥）